# Ptilodexia argentina
Ptilodexia argentina là một loài ruồi trong họ Tachinidae.